# Pfarrhaus (Gannertshofen)

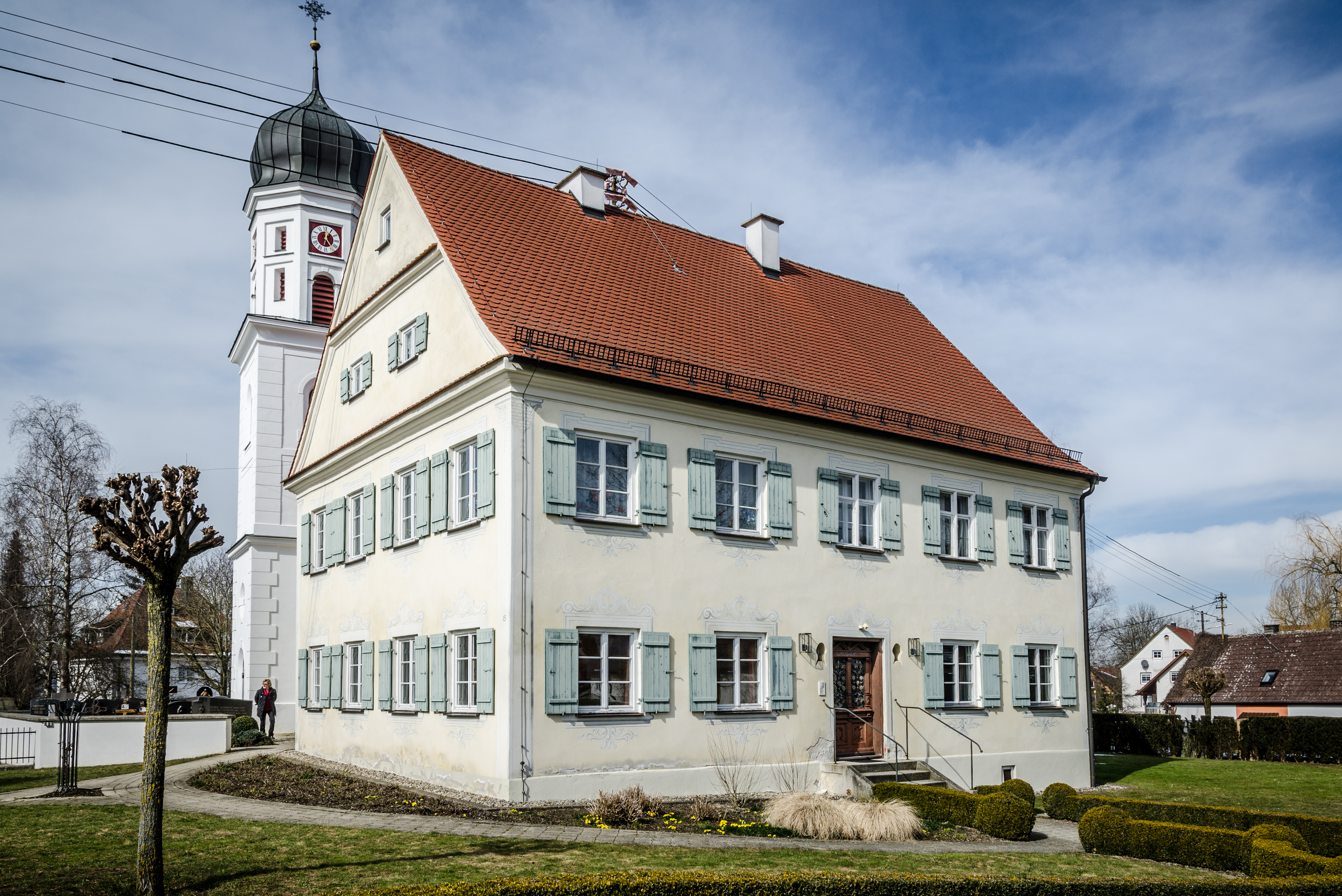
Pfarrhaus in Gannertshofen

Das Pfarrhaus in Gannertshofen, einem Gemeindeteil von Buch im Landkreis Neu-Ulm im bayerischen Regierungsbezirk Schwaben, wurde Mitte des 18. Jahrhunderts errichtet. Das Pfarrhaus an der Kirchstraße 15 ist ein geschütztes Baudenkmal.
Der zweigeschossige Satteldachbau neben der katholischen Pfarrkirche St. Mauritius besitzt fünf zu vier Fensterachsen. Die Dachgeschosse sind an den Giebelseiten durch Gesimse gegliedert.